# 赫纳赫蒂亚尔
赫纳赫蒂亚尔（Hnahthial），是印度米佐拉姆邦Lunglei县的一个城镇。总人口7123（2001年）。

## 人口
该地2001年总人口7123人，其中男性3734人，女性3389人；0—6岁人口961人，其中男508人，女453人；识字率79.18%，其中男性为78.31%，女性为80.14%。